# Håbo
Håbo è un comune svedese di 19 632 abitanti, situato nella contea di Uppsala. Il suo capoluogo è la città di Bålsta.

## Monumenti e luoghi d'interesse
- Castello di Skokloster

## Località
Nel territorio comunale sono comprese le seguenti aree urbane (tätort):
- Bålsta (capoluogo)
- Häggeby och Vreta
- Krägga
- Råby
- Slottsskogen
- Söderskogen